# Couepia parillo
Couepia parillo är en tvåhjärtbladig växtart som beskrevs av Dc.. Couepia parillo ingår i släktet Couepia och familjen Chrysobalanaceae. Inga underarter finns listade i Catalogue of Life.